# Dejima
Dejima (Nhật: 出島 (Xuất Đảo)  "đảo xuất khẩu"), tên gọi Latin hoá trong các tài liệu phương Tây cổ là Decima, Desjima, Dezima, Disma, hoặc Disima, là một đảo nhân tạo nhỏ hình cánh quạt, được xây dựng ngoài khơi vịnh Nagasaki năm 1634 bởi các thương nhân địa phương. Hòn đảo này, được hình thành bằng cách đào một con kênh thông qua một bán đảo nhỏ, trong quá khứ từng là nơi duy nhất cho phép hoạt động thương mại và trao đổi trực tiếp giữa Nhật Bản và thế giới bên ngoài trong thời kỳ Edo. Dejima được xây dựng để hạn chế thương nhân nước ngoài như một phần của sakoku, một chính sách biệt lập tự áp đặt. Ban đầu được xây dựng để đặt cho các thương nhân người Bồ Đào Nha, nó được người Hà Lan sử dụng làm thương điếm (địa bàn để tập trung kinh doanh) từ năm 1641 cho tới năm 1853. Chiếm diện tích 120 m × 75 m (390 ft × 250 ft) hoặc 9.000 m2 (2,2 mẫu Anh), nó sau đó được hợp nhất bởi thành phố thông qua quá trình cải tạo đất.

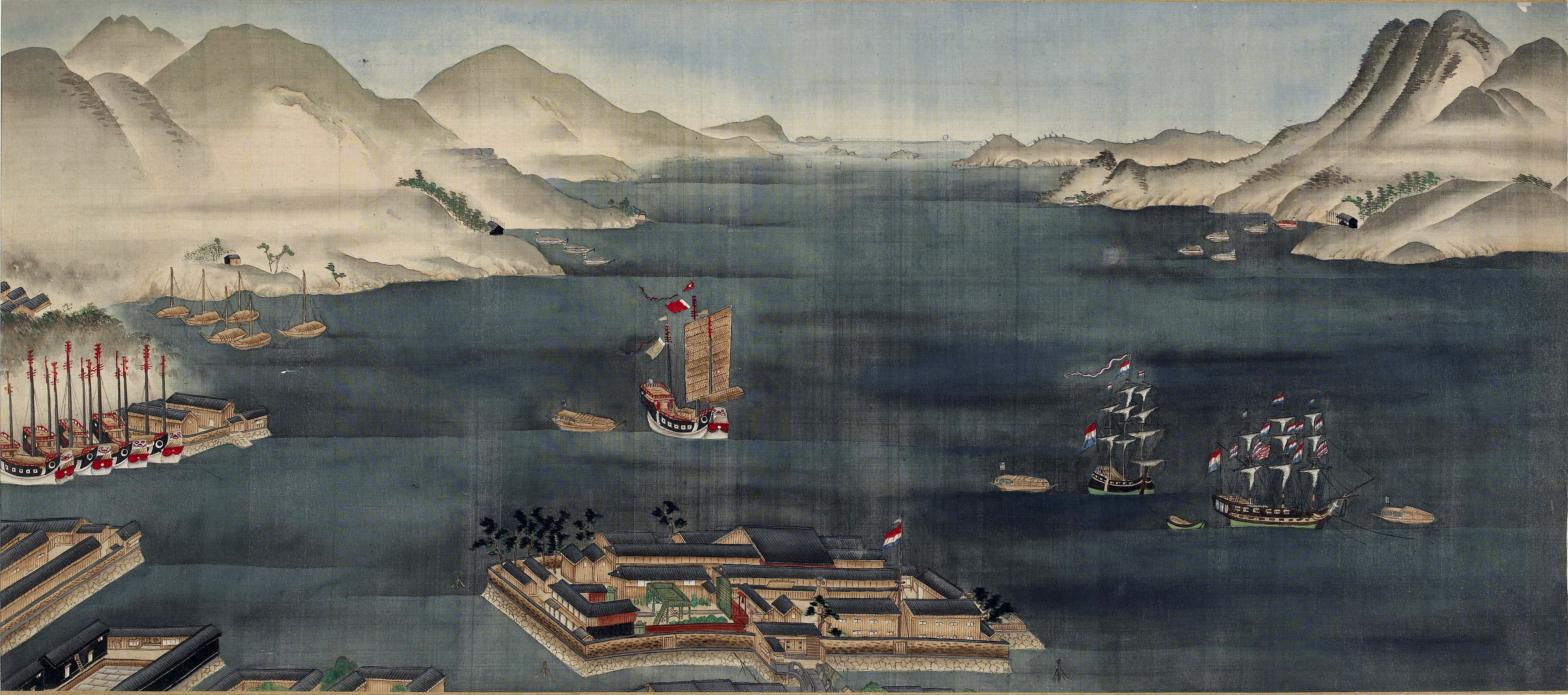
Dejima và Vịnh Nagasaki, khoảng năm 1820. Hai tàu của Hà Lan và rất nhiều thuyền của Trung Quốc được miêu tả.

Quang cảnh đảo Dejima nhìn từ Vịnh Nagasaki (Kawahara Keiga, 1836)

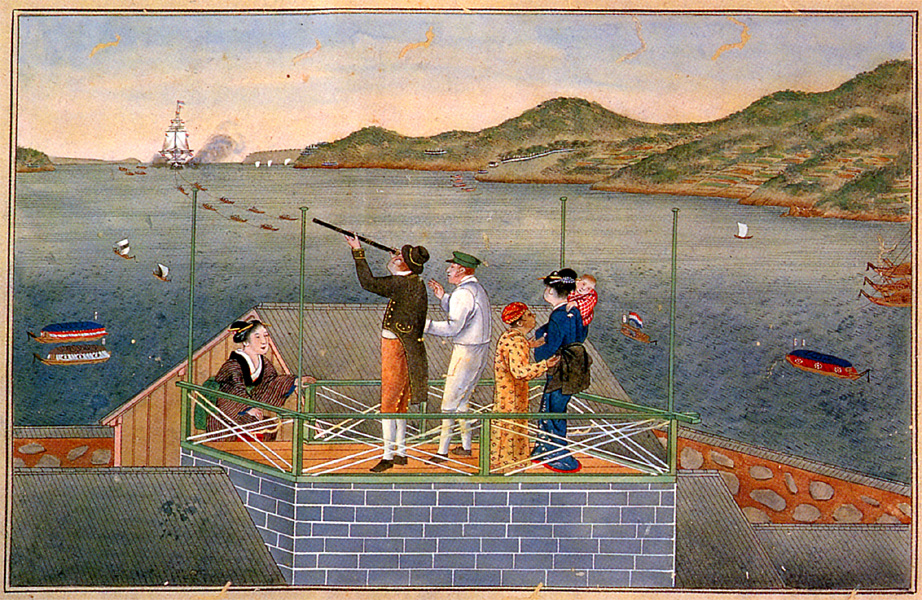
Philipp Franz von Siebold (với Taki và người con Ine) đang theo dõi một con tàu Hà Lan đang cập bến Dejima (tranh vẽ bởi Kawahara Keiga, khoảng giữa 1823-29)

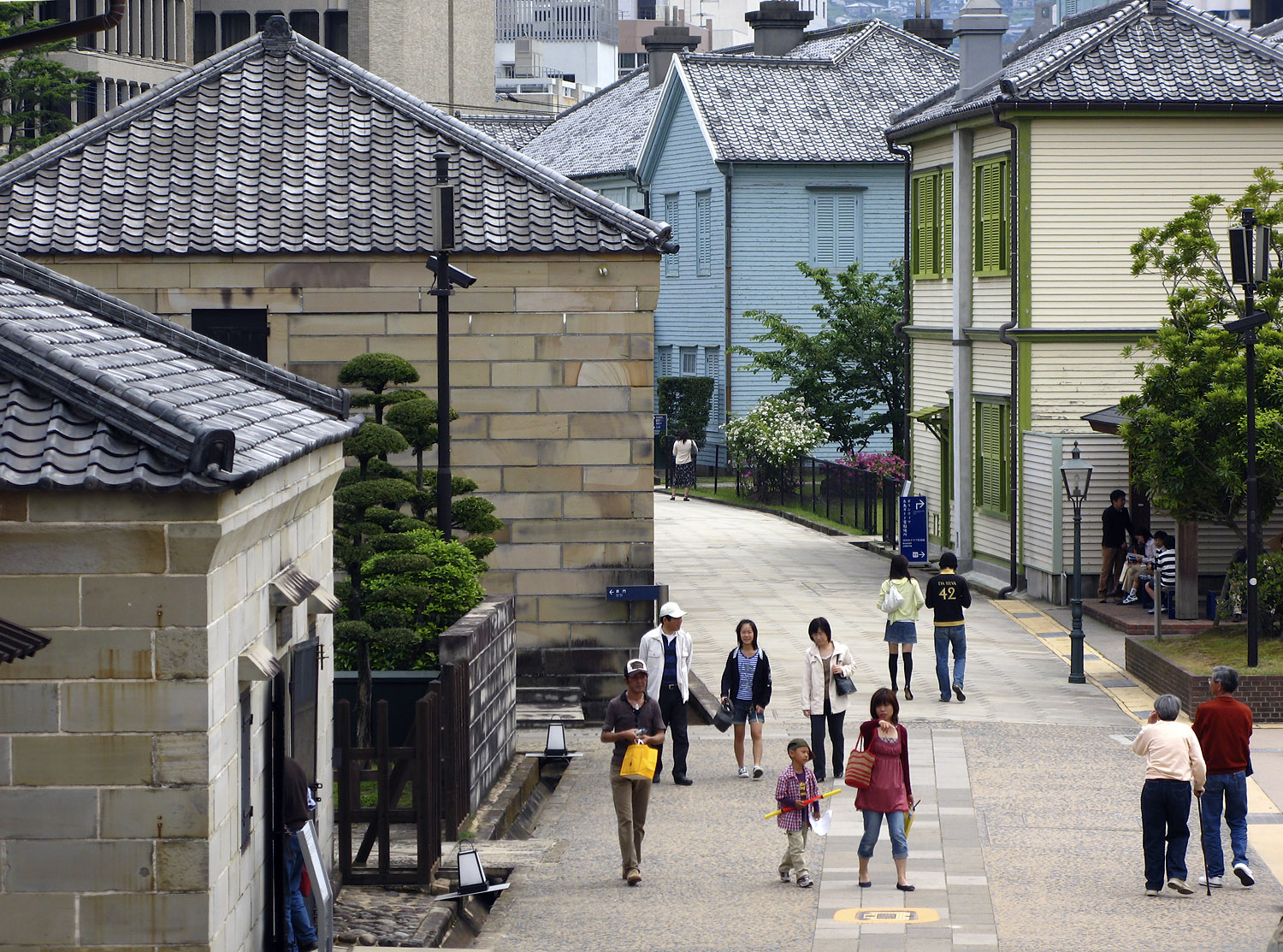
Phần trung tâm của Dejima được tái tạo lại

Năm 1922, "Thương điếm Hà Lan Dejima" được chỉ định là một di tích lịch sử quốc gia của Nhật Bản.

## Lịch sử
Năm 1543, lịch sử liên lạc trực tiếp giữa Nhật Bản và châu Âu bắt đầu với sự xuất hiện của các thương nhân người Bồ Đào Nha bị bão đánh dạt vào ở Tanegashima. Sáu năm sau, nhà truyền giáo Dòng Tên Francis Xavier đã đặt chân tới Kagoshima. Lúc đầu các thương nhân người Bồ Đào Nha có trụ sở tại Hirado, nhưng họ chuyển đi để tìm kiếm một cảng tốt hơn. năm 1570 daimyō Ōmura Sumitada đã cải đạo sang Công giáo (chọn Bartolomeu làm tên thánh của mình) và đạt được một thỏa thuận với người Bồ Đào Nha để phát triển Nagasaki; sớm sau đó cảng này được mở ra để thông thương. Năm 1580, Sumitada trao quyền hạn pháp lý về Nagasaki cho những người Dòng Tên, và người Bồ Đào Nha đã giành được độc quyền trên thực tế về kinh tế trong trao đổi hàng hoá vải vóc với Trung Quốc thông qua Ma Cao.
Tướng quân Iemitsu đã yêu cầu xây dựng hòn đảo nhân tạo này vào năm 1634, để đáp ứng cho các thương nhân người Bồ Đào Nha sống ở Nagasaki và ngăn cản việc tuyên truyền tôn giáo của họ. Đây là một trong những sắc lệnh do Iemitsu đưa ra từ năm 1633 tới năm 1639, nhằm làm giảm sự tiếp xúc giữa Nhật Bản và các nước khác. Tuy nhiên, để đối phó với cuộc nổi dậy của những người dân chủ yếu là Kitô hữu ở vùng Shimabara-Amakusa, Mạc phủ Tokugawa đã quyết định trục xuất những người Bồ Đào Nha; điều này khiến cho các nhân viên người Hà Lan của Công ty Đông Ấn Hà Lan (Vereenigde Oostindische Compagnie, VOC) trở thành quốc gia phương Tây duy nhất có quyền tiếp cận thương mại với Nhật Bản.
Từ năm 1609, người Hà Lan đã điều hành một thương điếm trên hòn đảo Hirado. Trong 33 năm, họ được phép buôn bán tương đối tự do. Vào thời điểm cao trào, thương điếm tại Hirado đã chiếm được một thị phần rộng lớn.
Vào năm 1637 và 1639, các kho hàng bằng đá được xây dựng trong phạm vi thương điếm của Hirado này. 
Năm 1639, người Bồ Đào Nha cuối cùng đã bị trục xuất khỏi Nhật Bản. Dejima đã trở thành một khoản đầu tư thất bại và nếu không có sự thông thương hằng năm với các tàu của Bồ Đào Nha từ Ma Cao, nền kinh tế của Nagasaki đã có thể bị suy yếu mạnh. Nhờ các chính sách hạn chế nhưng linh hoạt và sự thù địch của bản thân đối với người Tây Ban Nha và Bồ Đào Nha - những người vốn đã có cả nền tảng tôn giáo và chính trị - chỉ riêng người Hà Lan được miễn trừ trục xuất, nhưng họ bị các quan chức chính phủ buộc phải di chuyển từ Hirado đến Dejima.
Từ năm 1641, chỉ có tàu Trung Quốc và Hà Lan được phép đến Nhật, và Nagasaki là cảng duy nhất mà họ được phép vào.

## Cơ cấu tổ chức
Ở cấp hành chính, đảo Dejima là một phần của thành phố Nagasaki. Hai mươi lăm gia đình Nhật Bản sở hữu đất đều nhận được phí thuê đất hàng năm từ Hà Lan. Dejima là một hòn đảo nhỏ, có kích cỡ 120 x 75 mét, nối với đất liền bằng một cây cầu nhỏ, được canh gác ở cả hai phía, và có một cổng ở phía Hà Lan. Nơi đây có nhà ở cho khoảng 20 người Hà Lan, kho hàng, và nhà ở cho các quan chức Nhật Bản. Những người Hà Lan bị chịu sự theo dõi bởi một số quan chức, lính gác cổng, lính canh đêm và một vị quan giám sát (otona 乙名) với khoảng năm mươi người dưới quyền. Có một số thương gia cung cấp hàng hoá và dịch vụ ăn uống, và khoảng 150 người phiên dịch (tsūji 通詞) đã phục vụ. Họ đều phải được trả lương bởi VOC. Giống như thành phố Nagasaki, Dejima cũng chịu sự giám sát trực tiếp từ Edo thông qua một thống đốc (Nagasaki bugyō).
Mỗi con tàu đến Dejima đều được kiểm tra, những cánh buồm của nó đều bị người Nhật giữ lại cho đến khi họ thả tàu ra. Họ tịch thu sách về tôn giáo và vũ khí. Người Hà Lan không được phép duy trì bất kỳ dịch vụ tôn giáo nào trên đảo.
Mặc cho gánh nặng tài chính của việc duy trì tiền đồn cô lập trên Dejima, thương mại với Nhật Bản rất có lợi cho người Hà Lan, ban đầu đem lại lợi nhuận từ 50% trở lên. Tuy vậy, thương mại đã suy giảm trong thế kỷ 18, chỉ có hai tàu mỗi năm được phép cập cảng tại Dejima. Sau sự phá sản của Công ty Đông Ấn vào năm 1795, chính phủ Hà Lan đã tiếp quản sự thông thương với Nhật Bản. Những thời điểm đó thật sự khó khăn, khi mà Hà Lan (sau này gọi là Cộng hoà Batavia) chịu sự cai trị của nước Pháp thời Napoleon. Mọi sự liên lạc với quê hương đã bị cắt đứt tại Dejima, và trong một khoảng thời gian, đó là nơi duy nhất trên thế giới mà lá cờ Hà Lan tung bay.
Viên chức đứng đầu của Hà Lan ở Nhật Bản được người Hà Lan gọi là Opperhoofd, hoặc Kapitan (bắt nguồn từ tiếng Bồ Đào Nha capitão) bởi người Nhật. Danh xưng mô tả này không thay đổi khi giao dịch của hòn đảo nằm dưới quyền của nhà nước Hà Lan. Trong những năm này, theo kế hoạch là phải có một vị quan trưởng thay thế mỗi năm - nhưng đôi khi các kế hoạch cần được linh hoạt.

## Thương mại
Ban đầu, người Hà Lan chủ yếu kinh doanh lụa, bông và dược liệu (materia medica) từ Trung Quốc và Ấn Độ, nhưng đường đã trở nên quan trọng hơn sau đó. Ngoài ra, da lông của hươu và da cá mập được vận chuyển đến Nhật Bản từ Đài Loan, cũng như sách, dụng cụ khoa học và nhiều thứ khác từ châu Âu. Đổi lại, các thương nhân Hà Lan đã mua đồng, bạc, long não, đồ sứ, đồ sơn mài và gạo của Nhật Bản.
Những việc buôn bán này đã làm gia tăng trao đổi thương mại cá nhân của nhân viên VOC ở Dejima, đây là một nguồn thu quan trọng cho họ và các đối tác Nhật Bản của họ. Họ đã bán hơn 10.000 cuốn sách nước ngoài về nhiều chủ đề khoa học cho người Nhật từ cuối thế kỷ 18 đến đầu thế kỷ 19. Những cuốn sách này đã trở thành nền tảng của kiến thức và là một nhân tố trong phong trào Rangaku, hay phong trào nghiên cứu về Hà Lan.

## Các chuyến cập cảng của tàu thuyền
Trong toàn bộ thời gian, 606 tàu Hà Lan đã đến Dejima trong hai thế kỷ định cư, từ năm 1641 tới 1847.
- Giai đoạn đầu (từ 1641 tới 1671) khá tự do, trung bình có 7 tàu Hà Lan được cập cảng mỗi năm (12 tàu bị chìm trong thời kỳ này).
- TỪ 1671 tới 1715, có khoảng 5 tàu Hà Lan được phép cập bến Dejima mỗi năm.
- Từ 1715, mỗi năm chỉ có 2 tàu được cấp phép, con số này giảm xuống còn 1 tàu vào năm 1790, và tăng trở lại thành 2 tàu vào năm 1799.
- Trong suốt Chiến tranh Napoléon (1803–1815), trong đó Hà Lan bị chiếm đóng (và trở thành chư hầu) bởi Pháp, các tàu Hà Lan không thể tiếp cận an toàn với Nhật Bản khi đối mặt với sự phản đối của Anh. Họ đã dựa vào các tàu "trung lập" của Hoa Kỳ và Đan Mạch. (Khi Hà Lan trở thành một tỉnh thuộc Pháp (1811–1814), và Anh chiếm thuộc địa của Hà Lan ở châu Á, Dejima trong bốn năm là nơi duy nhất trên thế giới mà cờ Hà Lan tự do tung bay, theo lệnh của Hendrik Doeff.)
- Sau khi giải phóng Hà Lan năm 1815, giao thông thương mại thông thường của Hà Lan được tái thiết lập.

## Chính sách Toả quốc
Trong hai trăm năm, thương nhân nước ngoài nói chung không được phép đi từ Dejima tới Nagasaki. Người Nhật cũng bị cấm vào Dejima, ngoại trừ thông dịch viên, đầu bếp, thợ mộc, thư ký và 'phụ nữ giải khuây' từ khách điếm Maruyama. Những yūjo này được lựa chọn kỹ bắt đầu từ năm 1642 bởi người Nhật, thường là chống lại ước muốn của những người này. Từ thế kỷ 18, có một số trường hợp ngoại lệ đối với quy tắc này, đặc biệt là tiếp nối học thuyết của Tokugawa Yoshimune về việc về việc thúc đẩy các ngành khoa học thực tiễn của châu Âu. Một vài Oranda-yuki ("những người ở với người Hà Lan") được phép ở lại lâu hơn, nhưng họ phải báo cáo thường xuyên cho trạm gác của Nhật Bản. Mỗi năm một lần, người châu Âu được phép tham dự lễ hội tại Đền Suwa dưới sự hộ tống. Đôi khi các thầy thuốc như Engelbert Kaempfer, Carl Peter Thunberg, và Philipp Franz von Siebold được gọi từ các bệnh nhân ở tầng lớp thượng lưu trong xã hội Nhật Bản với sự cho phép của chính quyền. Bắt đầu từ thế kỷ 18, Dejima trở nên nổi tiếng khắp Nhật Bản như một trung tâm y khoa, khoa học quân sự và thiên văn học. Nhiều samurai đã đến đó để "học tập về Hà Lan" (Rangaku).
Ngoài ra, Opperhoofd bị đối xử như đại diện của một quốc gia chư hầu, có nghĩa là ông phải đến diện kiến nhằm bày tỏ sự thần phục tới shogun ở Edo. Phái đoàn Hà Lan đã tới Edo hằng năm trong khoảng từ 1660 tới 1790, và sau đó kéo dài thành bốn năm một lần. Đặc quyền này bị từ chối đối với thương nhân Trung Quốc. Chuyến đi dài tới triều đình Mạc phủ là điểm nhấn đáng chú ý của thời gian người Hà Lan xuất hiện ở Nhật Bản, nhưng đó là một chuyến đi tốn kém. Các quan lại chính quyền đã truyền đạt trước về chi tiết những món quà (đắt tiền) được mong đợi ở triều đình, như kính trắc tinh, kính mắt, kính thiên văn, quả địa cầu, dụng cụ y tế, sách y tế, hoặc động vật kỳ lạ và chim nhiệt đới. Đổi lại, phái đoàn Hà Lan nhận được một số quà từ shogun. Khi đến Edo, Opperhoofd và đoàn tuỳ tùng (thường là người ghi chép báo cáo và bác sĩ của thương điếm) phải đợi ở Nagasakiya (長崎屋), nơi ở bắt buộc của họ, cho đến khi họ được triệu tập tới diện kiến tại triều đình. Sau khi hội kiến chính thức, họ sẽ được yêu cầu, theo Engelbert Kaempfer, biểu diễn các điệu múa và bài hát của Hà Lan để giải trí cho shogun. Điều này chỉ xảy ra trong thời trị vì của Tokugawa Tsunayoshi, một người được cho là hơi lập dị, nhưng họ cũng sử dụng cơ hội ở lại khoảng hai đến ba tuần ở thủ đô để trao đổi kiến thức với việc học tiếng Nhật và, dưới sự hộ tống, đến tham quan thị trấn.

## Sự giới thiệu điều mới mẻ tới Nhật Bản

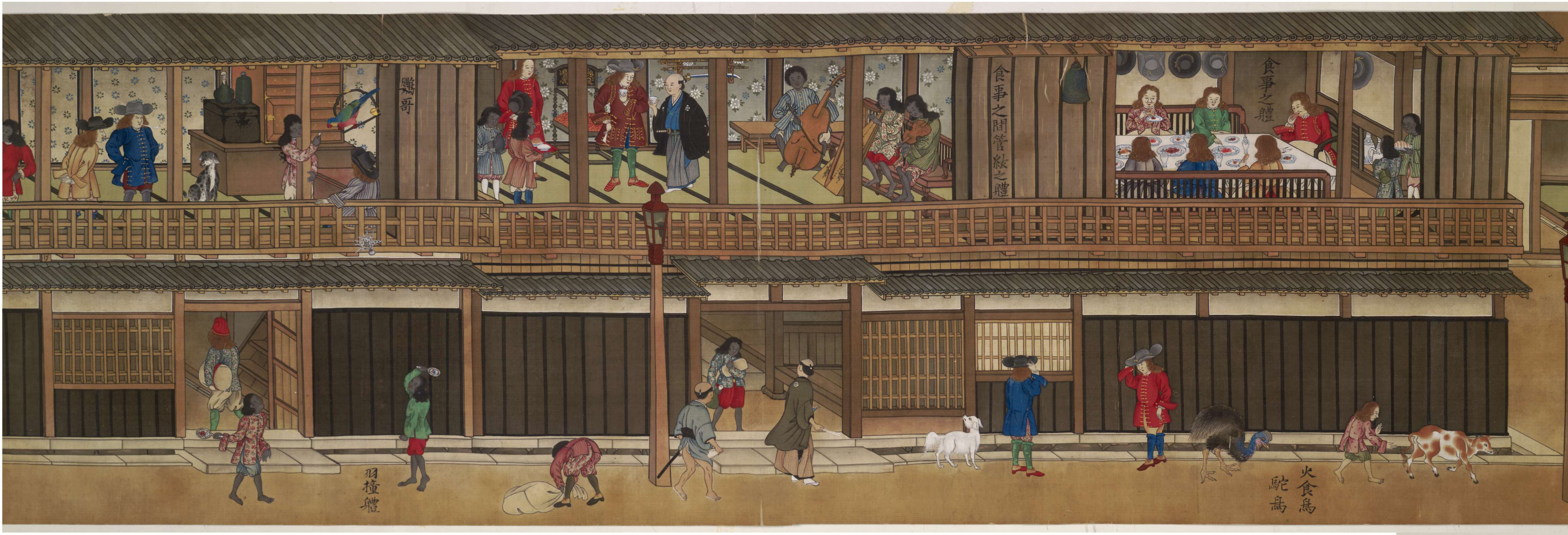
Cảnh chơi cầu lông ở Dejima, k. thế kỷ 18

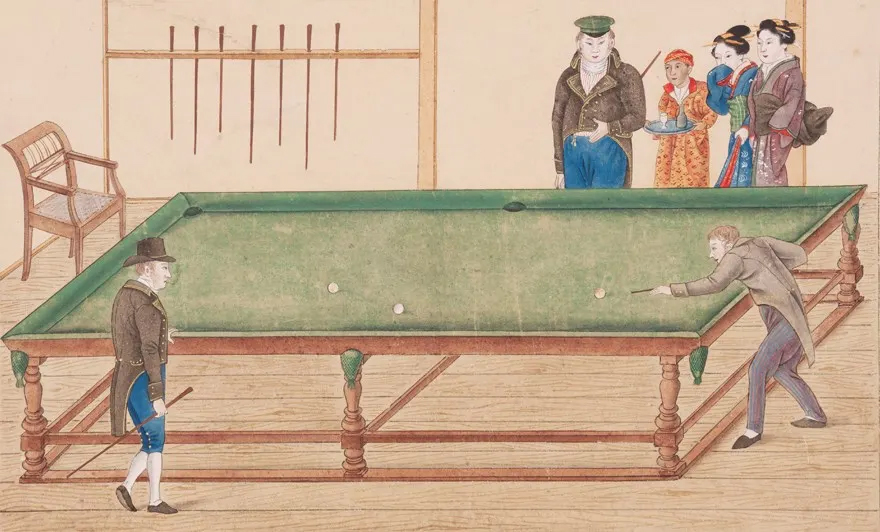
Người Hà Lan chơi billiard ở Dejima, k. thế kỷ 19

- Nhiếp ảnh, những bài học đầu tiên về nhiếp ảnh được đưa tới người Nhật vào năm 1856 bởi bác sĩ của hòn đảo, J.K. van den Broek.
- Cầu lông, một môn thể thao có nguồn gốc ở Ấn Độ, được người Hà Lan giới thiệu vào thế kỷ 18; được nhắc đến trong Sayings of the Dutch.
- Billiard được giới thiệu vào Nhật Bản từ Dejima vào năm 1764; nó được gọi là "quả bóng va vào bàn" (玉突の場) trong tranh vẽ của Kawahara Keika (川原慶賀).
- Bia dường như đã được giới thiệu là hàng nhập khẩu trong giai đoạn cô lập. Thống đốc Hà Lan Doeff đã sản xuất loại bia của riêng mình tại Nagasaki, sau sự gián đoạn thương mại trong Chiến tranh Napoléon. Quá trình sản xuất bia địa phương bắt đầu ở Nhật Bản vào năm 1880.
- Cỏ ba lá được người Hà Lan giới thiệu ở Nhật như là vật liệu đóng gói cho hàng dễ vỡ. Người Nhật gọi nó là "Cỏ gói hàng màu trắng" (シロツメクサ), dựa vào loại hoa trắng của nó.
- Cà phê được người Hà Lan giới thiệu ở Nhật với tên gọi Moka và koffie. Tên thứ hai đã xuất hiện trong các cuốn sách Nhật Bản vào thế kỷ 18. Siebold đề cập đến những người nghiện cà phê nghiệp dư Nhật Bản ở Nagasaki khoảng năm 1823.
- Chiếc piano cổ nhất Nhật Bản được Siebold giới thiệu vào năm 1823, và sau đó được trao cho người bán hàng tên là Kumaya (熊谷). Ngày nay, chiếc đàn piano này được trưng bày tại Bảo tàng nghệ thuật Kumaya (熊谷美術館), thành phố Hagi.
- Sơn (hắc ín), được sử dụng cho tàu thuyền, đã được giới thiệu bởi người Hà Lan. Tên tiếng Hà Lan gốc (pek) cũng được mượn vào tiếng Nhật (Penki/ペンキ).
- Cải bắp và cà chua được giới thiệu bởi người Hà Lan vào thế kỷ 17.
- Chocolate được giới thiệu khoảng giữa năm 1789 và 1801; nó được đề cập như là một thức uống cho các khu nhà thổ ở Maruyama. [cần dẫn nguồn]

## Trung tâm đào tạo hải quân Nagasaki

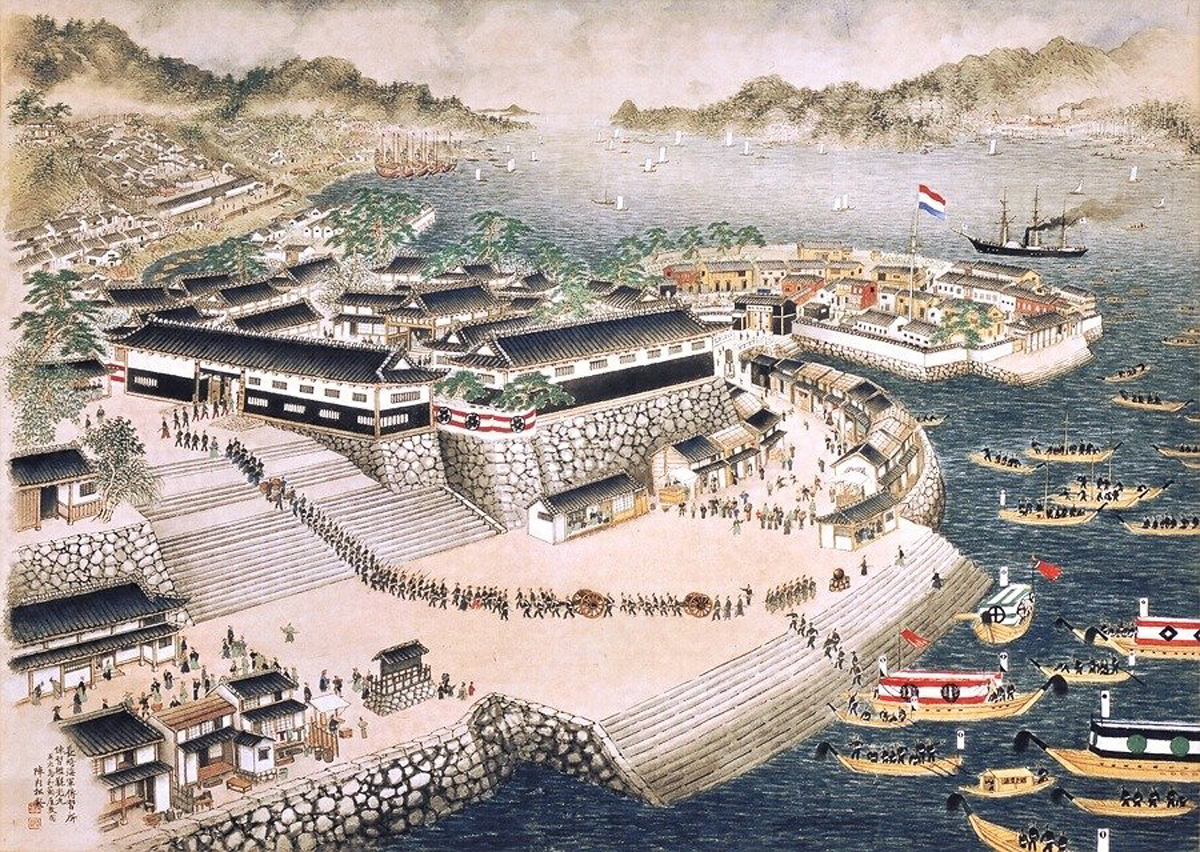
Trung tâm đào tạo Nagasaki, ở Nagasaki, nằm cạnh Dejima (ở phía sau nền).

Sau khi Nhật Bản buộc phải mở cửa bởi Thiếu tướng hải quân Hoa Kỳ Matthew C. Perry vào năm 1854, Mạc phủ đột ngột tăng các liên hệ với Dejima trong nỗ lực học hỏi kiến thức về các phương thức vận tải phương Tây. Trung tâm đào tạo hải quân Nagasaki (長崎海軍伝習所 Nagasaki Kaigun Denshūsho), một học viện đào tạo hải quân, được chính quyền shogun thành lập năm 1855 tại lối vào của Dejima để có thể tương tác tối đa với các kiến thức về hải quân của Hà Lan. Trung tâm này được trang bị tàu hơi nước đầu tiên của Nhật Bản, tàu Kankō Maru, do chính phủ Hà Lan đưa ra cùng năm. Đô đốc tương lai Enomoto Takeaki là một trong những sinh viên của Trung tâm.

## Tái thiết

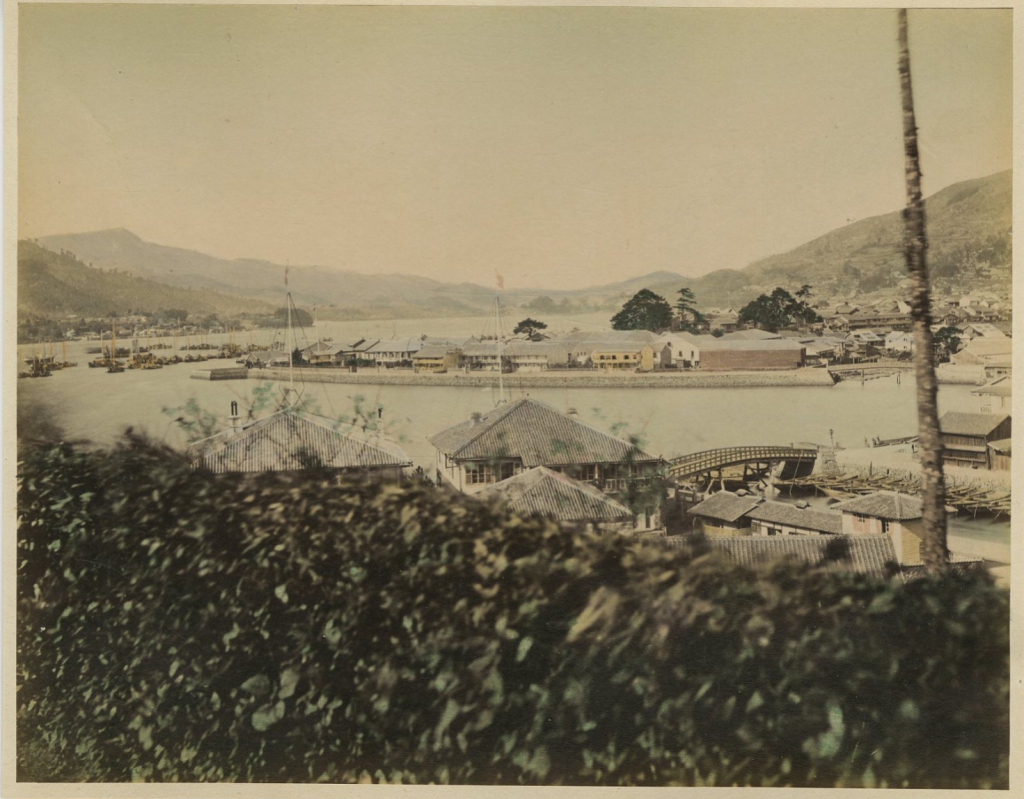
Quang cảnh đảo Dejima k.1870

Thương điếm của Công ty Đông Ấn Hà Lan ở Dejima đã bị bãi bỏ khi Nhật Bản kết thúc Hiệp ước Kanagawa với Hoa Kỳ vào năm 1858. Điều này đã góp phần kết thúc vị thế của Dejima như cửa ngõ duy nhất của Nhật Bản với thế giới phương Tây trong thời kỳ cô lập quốc gia. Kể từ đó, hòn đảo được mở rộng bằng đất khai hoang và sáp nhập vào Nagasaki. Việc thiết kế lại mở rộng cảng Nagasaki vào năm 1904 đã che đi vị trí ban đầu của nó. Dấu vết cũ của đảo Dejima được đánh dấu bởi các đinh tán; nhưng khi quá trình phục hồi diễn ra, phạm vi của hòn đảo sẽ dễ nhìn thấy hơn.

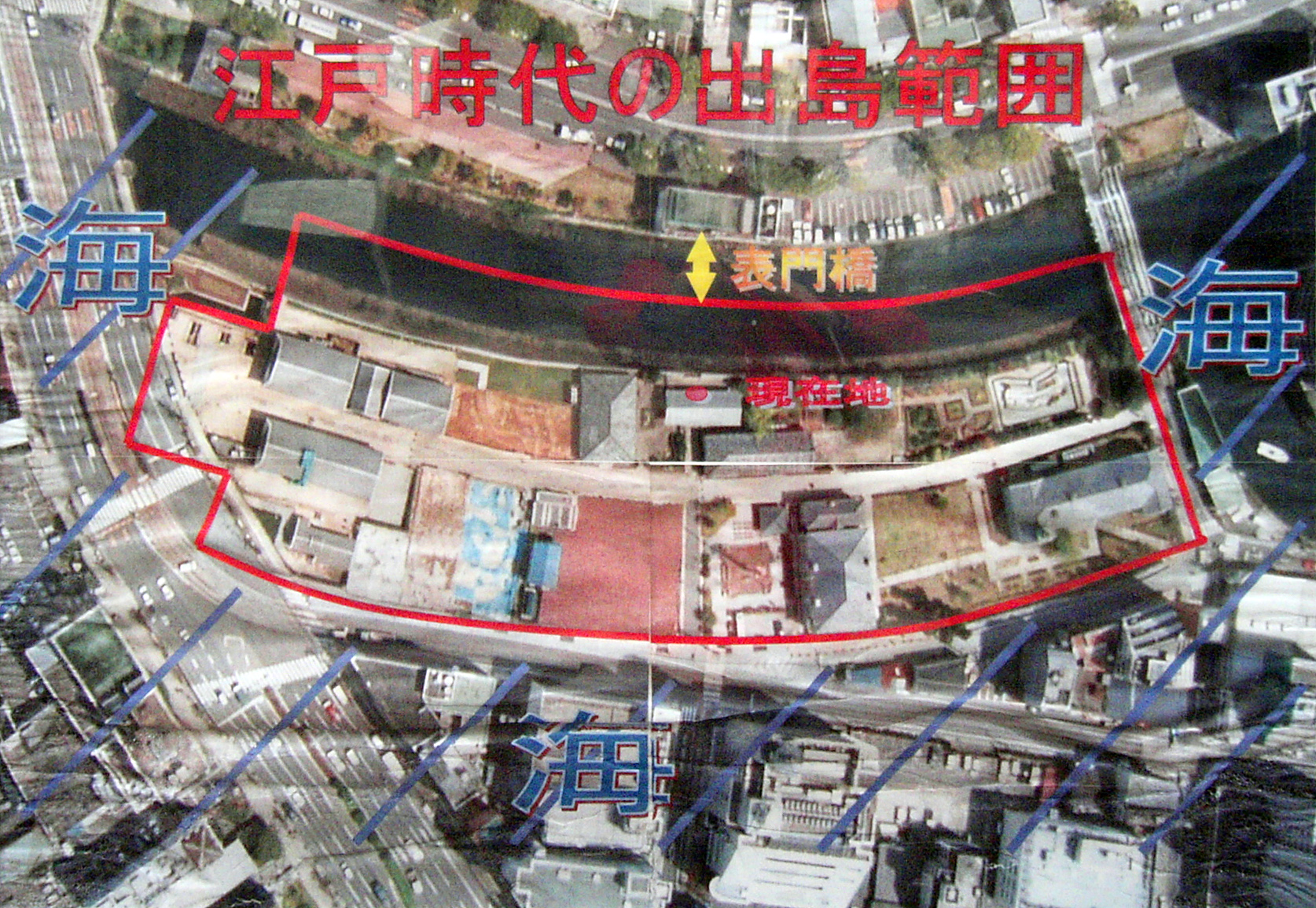
Các ranh giới thời kỳ Edo của đảo Dejima (vạch ra màu đỏ) trong địa bàn thành phố hiện đại Nagasaki.

Dejima ngày nay là một địa điểm đang được hoàn thành. Hòn đảo được chỉ định là một di tích lịch sử quốc gia vào năm 1922, nhưng các bước tiếp theo diễn ra một cách chậm chạp. Công việc khôi phục đã được bắt đầu vào năm 1953, nhưng dự án đó đã bị đình trệ. Năm 1996, việc khôi phục Dejima bắt đầu với kế hoạch xây dựng lại 25 tòa nhà trong địa điểm đầu thế kỷ 19 của chúng. Để hiển thị tốt hơn hình dạng cánh quạt của Dejima, dự án dự kiến xây dựng lại chỉ những phần của kè xung quanh đã từng bao quanh hòn đảo. Các toà nhà còn tồn tại từ thời kỳ Minh Trị vẫn được sử dụng.
Vào năm 2000, năm tòa nhà bao gồm khu nhà ở của Phó viên chức được hoàn thành và mở cửa cho du khách tham quan. Vào mùa xuân năm 2006, những chi tiết hoàn thiện là khu nhà của Viên chức đứng đầu, văn phòng của quan chức Nhật Bản, khu nhà của Thư ký trưởng, Kho hàng số 3 (No. 3 Warehouse), và Hải Môn (Sea Gate). Hiện nay, có khoảng 10 tòa nhà trong khu vực đã được khôi phục.
Kế hoạch dài hạn dự định rằng Dejima sẽ được bao quanh bởi nước ở cả bốn mặt; dạng cánh quạt đặc trưng và tất cả các bờ kè của nó sẽ được khôi phục hoàn toàn. Kế hoạch dài hạn này sẽ bao gồm quá trình tái phát triển đô thị quy mô lớn trong khu vực này. Để biến Dejima trở thành đảo một lần nữa, sẽ cần phải định tuyến lại sông Nakashima và di chuyển một phần của Tuyến 499.

## Niên đại
- 1550: Các tàu của Bồ Đào Nha cập bến Hirado.
- 1561: Sau vụ giết người nước ngoài trong khu vực của gia tộc Hirado, người Bồ Đào Nha bắt đầu tìm kiếm các cảng khác để buôn bán.
- 1570: Daimyō Công giáo Ōmura Sumitada đạt một thỏa thuận với người Bồ Đào Nha để phát triển Nagasaki, sáu khối thị trấn được xây dựng.
- 1571: Cảng Nagasaki mở cửa cho trao đổi thương mại, các tàu Bồ Đào Nha đầu tiên nhập cảng.
- 1580: Ōmura Sumitada nhượng quyền kiểm soát Nagasaki và Mogi cho các linh mục Dòng Tên.
- 1588: Toyotomi Hideyoshi kiểm soát trực tiếp Nagasaki, Mogi và Urakami từ các linh mục Dòng Tên.
- 1609: Công ty Đông Ấn Hà Lan mở một nhà máy ở Hirado. Nó đóng cửa vào năm 1641 khi được chuyển tới Dejima.
- 1612: Chính quyền phong kiến Nhật Bản ra lệnh cấm nhập đạo Công giáo trong đất đai của Mạc phủ.
- 1616: Tất cả hoạt động thương mại với người nước ngoài, ngoại trừ với Trung Quốc, chỉ giới hạn ở Hirado và Nagasaki.
- 1634: Việc xây dựng Dejima bắt đầu.
- 1636: Dejima được hoàn thành; người Bồ Đào Nha được tập trung lại ở Dejima (Sắc lệnh Biệt lập Quốc gia thứ IV).
- 1638: Khởi nghĩa Shimabara của nông dân Công giáo bị đàn áp với sự hỗ trợ của Hà Lan, Công giáo ở Nhật bị đàn áp.
- 1639: Các tàu Bồ Đào Nha bị cấm nhập cảnh vào Nhật Bản. Do đó, người Bồ Đào Nha bị trục xuất khỏi Dejima.
- 1641: Thương điếm của Công ty Thương mại Hà Lan Đông Ấn ở Hirado được chuyển đến Nagasaki.
- 1649: Bác sĩ phẫu thuật người Đức Caspar Schamberger đến Nhật Bản. Bắt đầu một sự quan tâm lâu dài về y học phương Tây.
- 1662: Một cửa hàng được mở ra ở Dejima để bán đồ sứ Imari.
- 1673: Tàu "Return" của Anh cập bến Nagasaki, nhưng chính quyền Mạc phủ từ chối yêu cầu thông thương.
- 1678: Một cây cầu nối Dejima với bờ được thay bằng một cây cầu bằng đá.
- 1690: Bác sĩ người Đức Engelbert Kaempfer đến Nhật Bản.
- 1696: Các kho hàng hóa thứ cấp hoàn thành trên Dejima.
- 1698: Nagasaki Kaisho (hiệp hội thương mại) được thành lập.
- 1699: Hải Môn (công biển) được xây dựng ở Dejima.
- 1707: Đường ống nước được lắp đặt trên Dejima.
- 1775: Carl Thunberg bắt đầu nhiệm kỳ của ông là bác sĩ ở Dejima.
- 1779: Bác sĩ phẫu thuật Isaac Titsingh tham gia chuyến công du đầu tiên với vai trò "Opperhoofd".
- 1798: Nhiều tòa nhà, bao gồm khu nhà của Viên chức đứng đầu, bị thiêu rụi trong trận Đại Hoả hoạn Kansei của Dejima.
- 1804: Đại sứ Nga Nikolai Rezanov viếng thăm Nagasaki để yêu cầu trao đổi thương mại giữa Nhật Bản và Đế quốc Nga.
- 1808: Sự biến Phaeton xảy ra.
- 1823: Bác sĩ người Đức Philipp Franz von Siebold tới Dejima.

## Quản lý trưởng của thương điếm (Opperhoofden)
Opperhoofd là một từ tiếng Hà Lan (số nhiều opperhoofden) nghĩa đen là '[người] đứng đầu tối cao'. TNgười Nhật từng gọi quản lý trưởng của thương điếm là kapitan, có nguồn gốc từ tiếng Bồ Đào Nha capitão (cf. Latin caput, người đứng đầu). Theo cách sử dụng lịch sử của nó, từ này là một tiêu đề của nhà lãnh đạo, tương đương với chức vị chief factor trong tiếng Anh, đối với giám đốc điều hành của một đại lý nước ngoài của Hà Lan theo nghĩa kinh doanh, dẫn đầu bởi một quản lý trưởng, nghĩa là người đại diện cho đại lý.

### Cácopperhoofdenđáng chú ý ở Hirado
- François Caron: 3.2.1639 - 13.2.1641 [Caron là Opperhoofd cuối cùng ở Hirado.]

### Cácopperhoofdenđáng chú ý ở Dejima
- François Caron: 3.2.1639 - 13.2.1641 [Caron là Opperhoofd đầu tiên ở sau sự bắt buộc chuyển từ Hirado.]
- Zacharias Wagenaer [Wagener]: 1.11.1656 - 27.10.1657
- Zacharias Wagenaer [Wagener]: 22.10.1658 - 4.11.1659
- Andreas Cleyer [Andries]: 20.10.1682 - 8.11.1683
- Andreas Cleyer: 17.10.1685 - 5.11.1686
- Hendrik Godfried Duurkoop: 23.11.1776 - 11.11.1777
- Isaac Titsingh: 29.11.1779 - 5.11.1780
- Isaac Titsingh: 24.11.1781 - 26.10.1783
- Isaac Titsingh: _.8.1784 - 30.11.1784
- Hendrik Doeff: 14.11.1803 - 6.12.1817
- Jan Cock Blomhoff: 6.12.1817 - 20.11.1823
- Janus Henricus Donker Curtius: 2.11.1852 - 28.2.1860 [Donker Curtius trở thành người cuối cùng trong một danh sách dài những opperhoofden gan dạ người Hà Lan đóng quân tại Dejima; và một cách ngẫu nhiên, Curtius cũng trở thành người đầu tiên trong số nhiều đại diện ngoại giao và thương mại của Hà Lan tại Nhật Bản trong thời kỳ tiền Minh Trị đang phát triển.]

## Hình ảnh

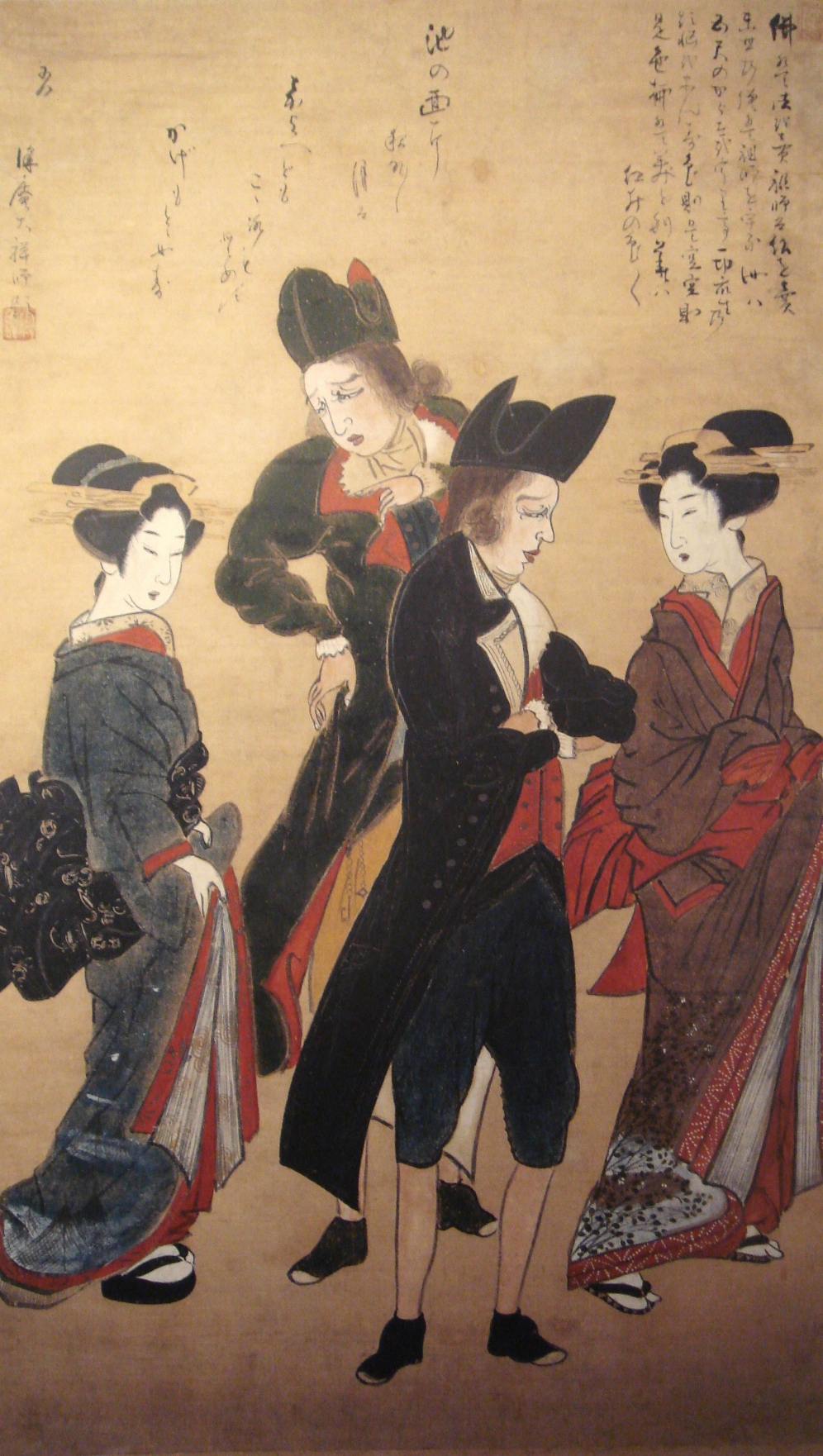
Người Hà Lan với các Keisei (kỹ nữ hạng sang), Nagasaki, k. 1800.
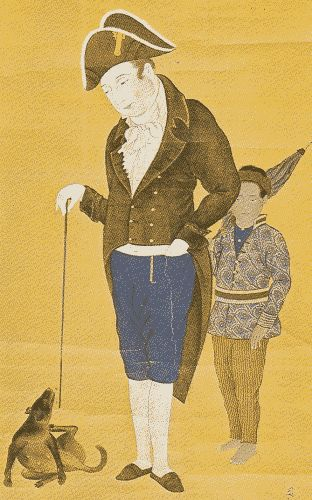
Hendrik Doeff và một người hầu người Bali ở Dejima, tranh Nhật Bản, k. đầu thế kỷ 19.
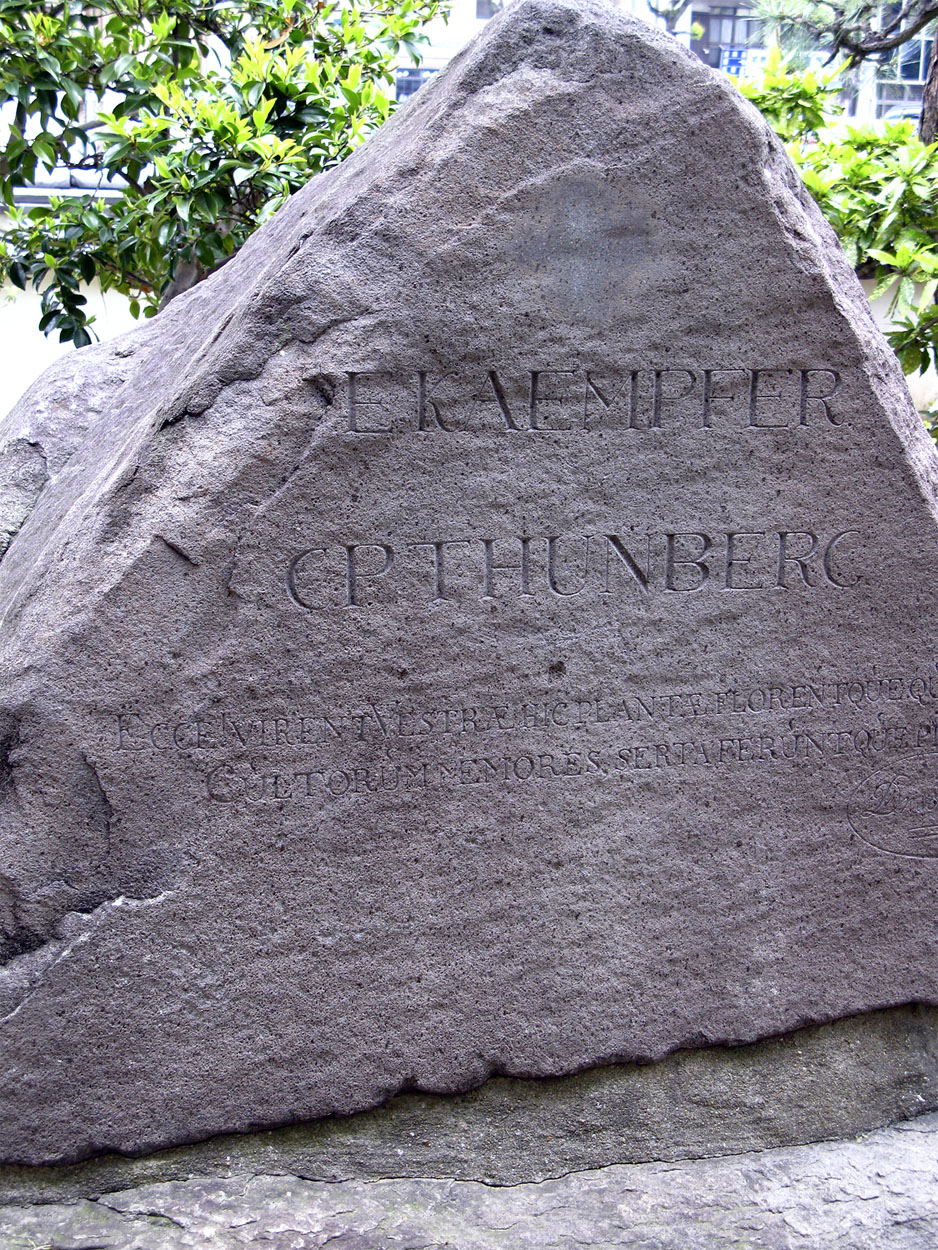
Tượng đài dựng lên tại Dejima bởi Siebold để tôn vinh Kaempfer và Thunberg
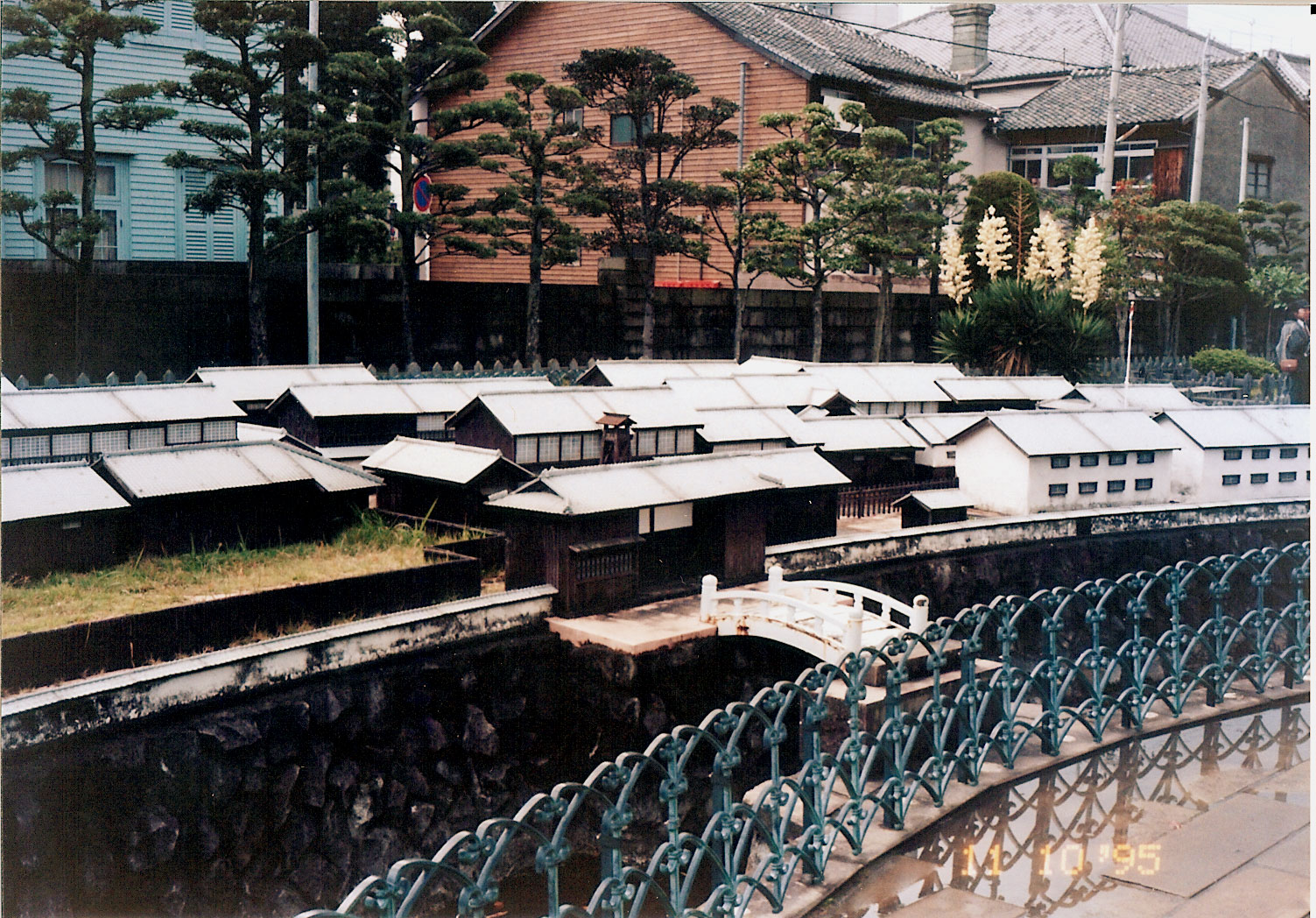
Mô hình quy mô của thương điếm Hà Lan được trưng bày tại Dejima (1995)